# Пікан-Ейкерс (Техас)
Пікан-Ейкерс (англ. Pecan Acres) — переписна місцевість (CDP) в США, в округах Вайз і Таррант штату Техас. Населення — 4808 осіб (2020).

## Географія
Пікан-Ейкерс розташований за координатами 32°58′4″ пн. ш. 97°28′45″ зх. д. / 32.96778° пн. ш. 97.47917° зх. д. (32.967872, -97.479029).  За даними Бюро перепису населення США в 2010 році переписна місцевість мала площу 54,01 км², з яких 48,89 км² — суходіл та 5,12 км² — водойми.

## Демографія
Згідно з переписом 2010 року, у переписній місцевості мешкало 4099 осіб у 1472 домогосподарствах у складі 1170 родин. Густота населення становила 76 осіб/км².  Було 1615 помешкань (30/км²).
Расовий склад населення:
| - 90,6 % — білих - 1,9 % — чорних або афроамериканців - 0,6 % — корінних американців - 0,6 % — азіатів - 3,6 % — осіб інших рас |

До двох чи більше рас належало 2,7 %. Частка іспаномовних становила 8,7 % від усіх жителів.
За віковим діапазоном населення розподілялося таким чином: 27,2 % — особи молодші 18 років, 62,7 % — особи у віці 18—64 років, 10,1 % — особи у віці 65 років та старші. Медіана віку мешканця становила 40,6 року. На 100 осіб жіночої статі у переписній місцевості припадало 106,1 чоловіків;  на 100 жінок у віці від 18 років та старших — 103,5 чоловіків також старших 18 років.
Середній дохід на одне домашнє господарство  становив 141 992 долари США (медіана — 108 646), а середній дохід на одну сім'ю — 146 348 доларів (медіана — 114 137). Медіана доходів становила 58 878 доларів для чоловіків та 51 695 доларів для жінок. За межею бідності перебувало 2,8 % осіб, у тому числі 1,2 % дітей у віці до 18 років та 1,9 % осіб у віці 65 років та старших.
Цивільне працевлаштоване населення становило 2416 осіб. Основні галузі зайнятості: освіта, охорона здоров'я та соціальна допомога — 24,1 %, роздрібна торгівля — 13,0 %, транспорт — 11,5 %.